# Warendorf (Adelsgeschlecht)

Wappen derer von Warendorf

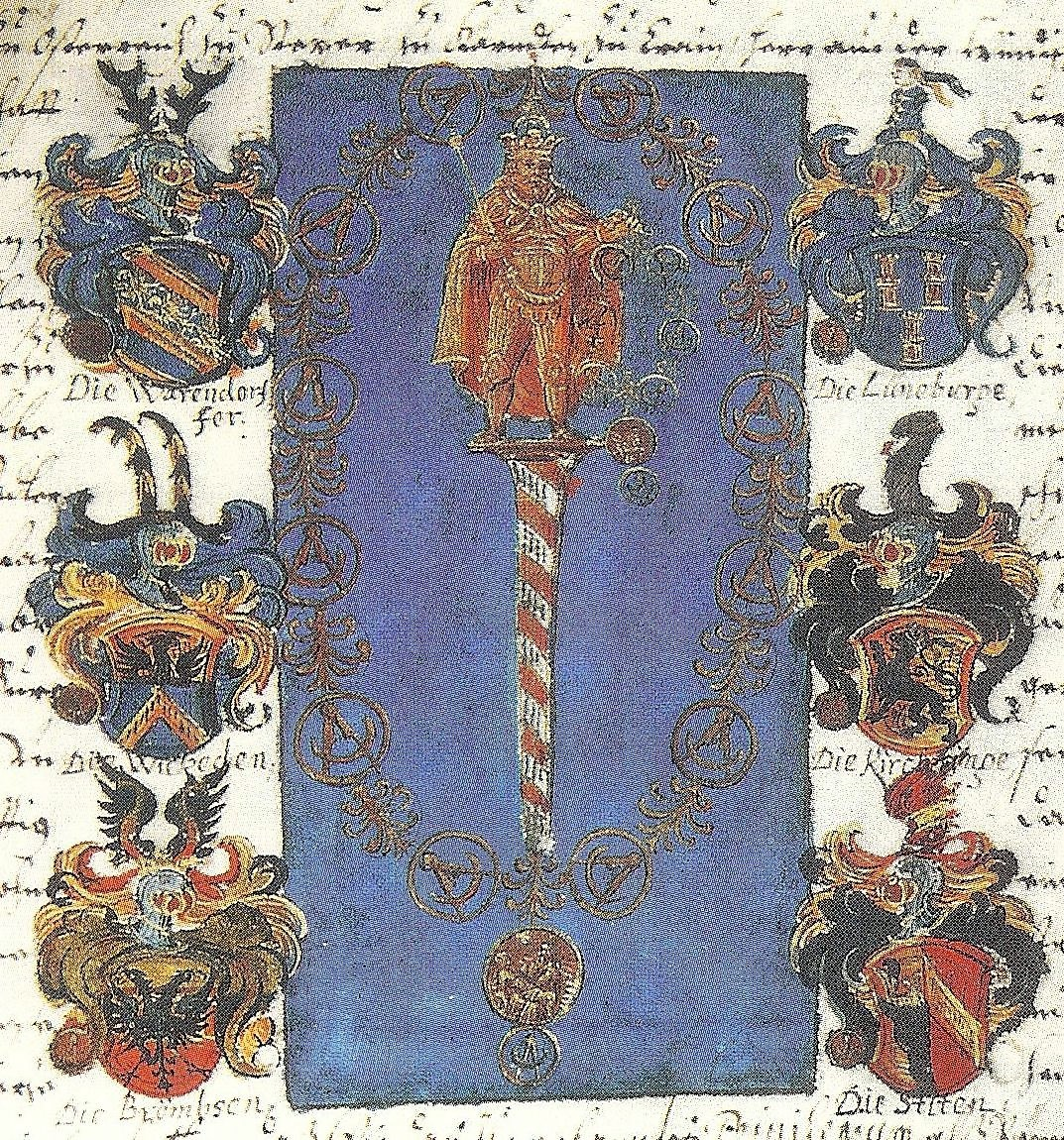
Wappen der Familie von Warendorf-A auf der kaiserlichen Adelsbestätigung 1641

Warendorf, oder niederdeutsch Warendorp, ist der Name eines ursprünglich aus Warendorf in Westfalen stammenden Adelsgeschlechts, das zu den Erbmännergeschlechtern in Münster  gehörte, auch im Lübecker Patriziat aufstieg und in dieser Stadt von 1183 bis 1566 Ratsherren und Bürgermeister stellte.

## Geschichte
In Münster, wo Erbmännerfamilien wie die Warendorp schon im Mittelalter als adelig galten und die Stadt regierten, war z. B. Johann von Warendorp 31-mal zwischen 1379 und 1418 Bürgermeister; dort war seine Familie, die allerdings zwei andere Familienwappen führte, verwandt mit Geschlechtern wie z. B. den Droste zu Hülshoff. Durch die Hanse bestanden enge Beziehungen nach Lübeck.
In Lübeck wurde diese Familie zur Unterscheidung in der Literatur auch Warendorf-A genannt. Sie gehörte zwar 1379 nicht zum Kreis der Gründer der exklusiven Zirkelgesellschaft, aber schon 1428 wurde Brun Warendorp darin aufgenommen. Sie gehörte 1641 zu den sechs Lübecker Familien der Gesellschaft, deren Adel vom Kaiser bestätigt wurde.
Das Geschlecht ist zu unterscheiden von den nicht verwandten, aber gleichfalls im 14. Jahrhundert in Lübeck ratssässigen Geschlechtern von Warendorf-B, von Warendorf-C und von Warendorf-D. Die Unterscheidung erfolgt anhand der unterschiedlichen Familienwappen.

## Wappen
Der Wappenschild ist von Gold und Blau sechsmal schrägrechts geteilt. Der mittlere blaue Balken ist mit drei hintereinander fliegenden silbernen Lerchen belegt. Auf dem Helm zwei schräg einwärts gelehnte ovale Schilde mit dem Wappenbild, jeweils besteckt mit (einem Busch von) fünf Blau und Gold wechselnden Straußenfedern. Die Helmdecken sind blau-golden.
Eine Variante zeigt in Gold drei blaue Balken (quer), der mittlere breitere belegt rechts hin mit drei fliegenden goldenen Lerchen. Auf dem Helm ein offener goldener mit blauen Punkten besäter Flug.
Als Helmzier finden sich auch zwei gold getupfte braune Damwildschaufeln.

## Erwähnung in der Literatur
Der Schriftsteller Werner Bergengruen  lässt in seiner Novelle  "Die Feuerprobe", die im mittelalterlichen Riga  spielt, einen dortigen Ratsherrn Henning von Warendorp auftreten. Es ist möglich, dass die Familie Warendorp im Rahmen der Hanse  auch im Baltikum vertreten war.

## Bedeutende Vertreter

### Lübecker Ratslinie

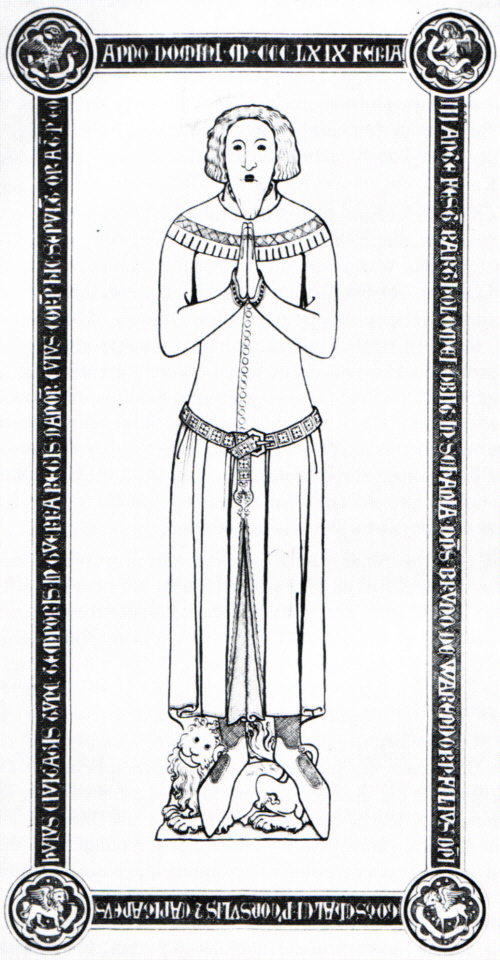
Grabplatte des Bürgermeisters Brun Warendorp († 1369) in der Lübecker Marienkirche

- Gieselbert von Warendorp, Bürgermeister Lübecks 1183
- Bruno Warendorp (um 1255–1341), Bürgermeister der Hansestadt Lübeck von 1301 bis 1341
- Hermann Warendorp (Bürgermeister)
- Hermann Warendorp (Ratsherr) († 1350), seit 1334 Ratsherr in Lübeck[7]
- Tidemann Warendorp (1310–1366), 1339 Ratsherr, Bürgermeister von Lübeck (1351)
- Gottschalk Warendorp († 1365), seit 1343 Ratsherr in Lübeck
- Bruno von Warendorp († 1369), Bürgermeister der Hansestadt Lübeck (1367–1369), wurde im 19. Jahrhundert auch in der Walhalla verewigt
- Bruno Warendorp († 1411), 1367–1408 Ratsherr in Lübeck
- Bruno Warendorp († 1457), Bürgermeister der Hansestadt Lübeck (1432–1434 oder 1435)
- Volmar Warendorp († 1504), seit 1475 Ratsherr in Lübeck
- Volmar Warendorp († 1566), seit 1558 Ratsherr in Lübeck[8]

### Lübecker Domherren
- Johann Warendorff (1608–1680), Domherr seit 1627, Senior des Kapitels und Großvogt
- Bruno Warendorff († 1659), Domherr seit 1636

### Weitere
siehe Liste der Mitglieder der Zirkelgesellschaft

## Besitzungen
- Israelsdorf 1354–1448
- Roggenhorst, Zarnewitz und Ovendorf 1346–
- Dunkelsdorf 1353–1688
- Brandenbaum und Hohewarte –1697
- Bergrade 1394–1418

## Grabkapellen und Begräbnisse

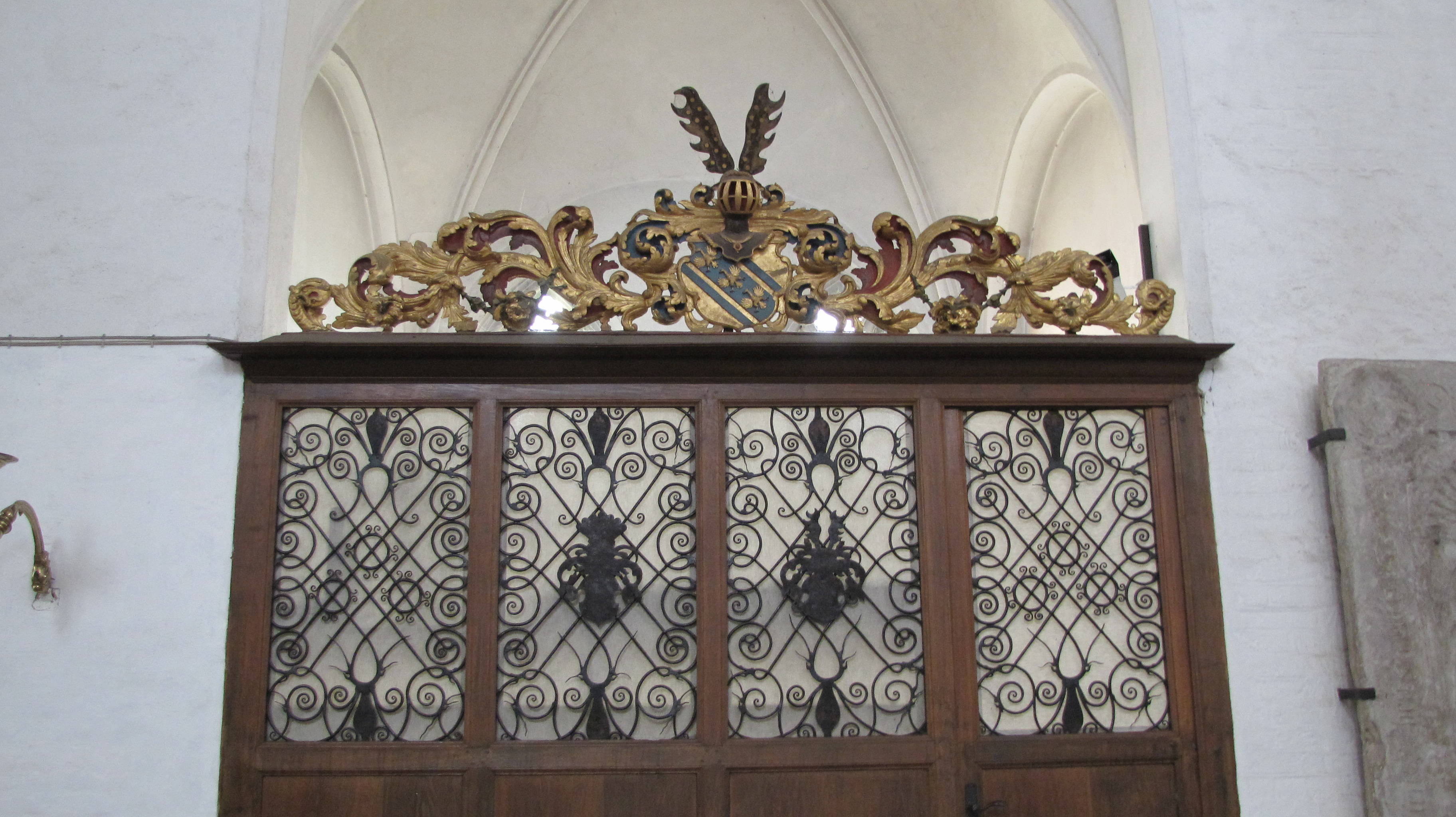
Gitter der Warendorp-Kapelle im Lübecker Dom

Neben der Warendorp-Kapelle und der bekannten Grabplatte in der Marienkirche befinden sich Grabkapellen (Warendorp-Kapellen) der Familie in der Jakobikirche an der Südseite des Schiffes und im südlichen Seitenschiff des Lübecker Doms. Die Warendorp-Kapelle im Dom war Grabkapelle des 1341 verstorbenen Bürgermeisters Bruno Warendorp und seiner Ehefrau Helenburg Warendorp.